# Sauris pallidiplaga
Sauris pallidiplaga är en fjärilsart som beskrevs av W. Warren 1897. Sauris pallidiplaga ingår i släktet Sauris och familjen mätare. Inga underarter finns listade.